# Rosshalde
Rosshalde es novela corta escrita en 1914, por el suizo-alemán Hermann Hesse. Es la cuarta obra publicada durante su trayectoria literaria.

## Sinopsis
Narra la historia de Johann Veraguth, un instropectivo, misterioso y sobrio pintor, cuyas obras le han dado una considerable fortuna y fama mundial. Sin embargo, en su ciudad natal, Rosshalde (de ahí proviene el título de la novela) deberá enfrentar diversos conflictos familiares entre su esposa y sus dos hijos, debido a la escasa interacción y relación que tenía con ellos. También tendrá conflictos con la sociedad en la cual rigen fuertes valores y normas conservadoras, por lo que muestra una visión contraria a la que posee Veragauth. Durante la historia, el protagonista realizará una búsqueda espiritual, en donde tendrá que viajar hacia sus pensamientos más íntimos y atormentados.